# بيير مونتيوك
بيير مونتيوك (بالفرنسية: Pierre Monteux)‏ (و. 1875 – 1964 م) هو قائد أوركسترا، وموسيقي تسجيلات  من فرنسا، والولايات المتحدة، ولد في باريس، كان عضوًا في الحزب الديمقراطي، يستخدم آلات كمان، وكمان متوسط، توفي في هانكوك، عن عمر يناهز 89 عاماً.

## التعليم
تعلم في معهد باريس للموسيقى
.

## جوائز
حصل على جوائز منها:
- Royal Philharmonic Society Gold Medal  [لغات أخرى]‏ في 1963
- وسام جوقة الشرف من رتبة قائد
- نجمة على ممر الشهرة في هوليوود
- وسام عائلة أوراني - ناساو من رتبة فارس

## وصلات خارجية
- بيير مونتيوك في قاعدة بيانات الأفلام على الإنترنت